# 수잔 피스케
수잔 터프츠 피스크(Susan Tufts Fiske, 1952년 8월 19일 출생)는 프린스턴 대학교 심리학과에서 유진 히긴스 심리학 및 공공문제 교수를 역임한 미국인 심리학자이다. 그녀는 사회 인지, 고정관념, 편견에 대한 연구로 알려진 사회심리학자이다. 피스크는 프린스턴 대학교에서 집단 간 관계, 사회 인지 및 사회 신경과학 연구소를 이끌고 있다. 그녀의 이론적 기여에는 고정관념 내용 모델, 양면적 성차별주의 이론, 통제로서의 권력 이론, 인상 형성의 연속체 모델 개발이 포함된다.

## 생애
피스크는 심리학자와 사회 운동가 집안 출신이다. 그녀의 아버지 도널드 W. 피스크는 시카고 대학교에서 대부분의 경력을 보낸 영향력 있는 심리학자였다. 그녀의 어머니 바바라 페이지 피스크(Barbara Page Fiske, 1917–2007)는 시카고의 시민 지도자였다. 그녀의 오빠 앨런 페이지 피스크는 UCLA의 인류학자이다. 피스크의 할머니와 증조 할머니는 여성 참정권론자였다. 두 명의 조카와 딸 모두 심리학 박사 학위를 가지고 있다. 1969년 수잔 피스크는 래드클리프 칼리지에 사회 관계 학부 과정을 위해 입학하여 1973년 마그나 쿰 라우데로 졸업했다. 그녀는 1978년 하버드 대학교에서 "인물 지각에서의 주의와 행동의 가중치"라는 논문으로 박사 학위를 받았다. 그녀는 현재 버몬트에 거주하며 은퇴한 프린스턴 사회학자 더글러스 매시와 함께 살고 있다.

## Career
피스크는 졸업반 마지막 학기에 하버드 조교수였던 셸리 테일러와 함께 사회 인지, 특히 사회적 상황에서 주의가 미치는 영향을 연구했다. 졸업 후 피스크는 사회 인지 분야에서 계속 연구했다. 사회심리학과 인지심리학 분야 간에는 갈등이 있었고, 일부 연구자들은 이 두 분야를 분리하기를 원했다. 피스크는 두 분야를 결합함으로써 상당한 지식을 얻을 수 있다고 느꼈다. 이러한 갈등에 대한 피스크의 경험과 사회 인지 분야에 대한 관심은 피스크와 테일러의 책 『사회 인지』로 이어졌다. 이 책은 사회 인지 분야에서 발전하는 이론과 개념에 대한 개요를 제공하며, 사회적 상황, 우리 자신 및 타인을 이해하기 위해 인지 과정을 사용하는 방법을 설명한다. 피스크와 스티븐 뉴버그는 사회 인지의 첫 번째 이중 과정 모델 중 하나인 "연속체 모델"을 개발했다.
그녀는 최종적으로 미국 연방 대법원에서 심리된 획기적인 사건인 프라이스 워터하우스 대 홉킨스 사건에서 전문가 증언을 했다. 이로써 그녀는 성 차별 사건에서 증언한 최초의 사회심리학자가 되었다. 이 증언은 법적 맥락에서 심리학적 과학의 사용에 대한 지속적인 관심으로 이어졌다.
피터 글릭과 함께 작업하면서 피스크는 남성-여성 상호작용의 상호의존성을 분석하여 양면적 성차별주의 이론을 개발했다. 그녀는 또한 영향력 있는 심리학 저널인 Journal of Personality and Social Psychology 내에서 사회심리학자들의 출판율과 인용률에서 성별 차이를 조사했다. 표본에 포함된 남성 저자들은 더 많은 논문을 제출했으며 더 높은 수락률(18% 대 14%)을 보였다. 여성의 영향력은 교과서 및 핸드북의 인용 횟수를 통해 측정했을 때 남성과 동일했으며, 따라서 여성은 출판된 논문당 더 많이 인용되었다.
피스크는 피터 글릭, 에이미 커디와 함께 고정관념 내용 모델을 개발했다. 이 모델은 온정과 능력으로 집단 간 고정관념을 구별한다고 설명한다.
피스크는 사회 인지 신경과학 분야에 참여해왔다. 이 분야는 인물 지각과 같은 사회 과정에 신경계가 어떻게 관여하는지 조사한다. 피스크의 연구는 고정관념 형성, 집단 간 적대감, 인상 형성에 관여하는 신경계를 조사했다.
그녀는 400개 이상의 출판물을 저술했으며, 2010년 저서 『사회적 존재: 사회 심리학에 대한 핵심 동기 접근법』과 현재 인기 있는 사회 인지 하위 분야를 정의한 대학원 수준의 교재인 『사회 인지』를 포함한 여러 권의 책을 썼다. 그녀는 Annual Review of Psychology (대니얼 샥터와 셸리 테일러 공저) 및 『사회 심리학 핸드북』 (다니엘 길버트 및 고 가드너 린지 공저)을 편집했다. 다른 저서로는 『부러움 위로, 경멸 아래로: 지위가 우리를 어떻게 분열시키는가』가 있는데, 이는 사람들이 집, 직장, 학교, 그리고 세상에서 다른 사람들과 끊임없이 비교하며 관계에 해로운 영향을 미치는 방법을 설명한다, 그리고 『인간 브랜드: 사람, 제품, 회사와 우리가 관계 맺는 방식』이 있다. 그녀는 Annual Reviews의 이사회에 재직 중이다.

## Research
그녀가 심리학 분야에 가장 잘 알려진 네 가지 기여는 고정관념 내용 모델, 양면적 성차별주의 이론, 인상 형성의 연속체 모델, 그리고 통제로서의 권력 이론이다. 그녀는 또한 자신의 대학원 지도 교수였던 셸리 E. 테일러와 함께 만들어낸 용어인 인지적 구두쇠로도 알려져 있는데, 이는 개인이 인지적 지름길과 휴리스틱을 사용하는 경향을 일컫는 말이다.

### Stereotype content model
고정관념 내용 모델 (SCM)은 사람들이 사회 집단을 두 가지 근본적인 차원, 즉 온정(warmth)과 능력(competence)을 따라 인식하는 경향이 있다고 주장하는 심리학 이론이다. 온정은 집단의 지각된 의도(친근하고 신뢰할 수 있는지 여부)를 설명하고, 능력은 그들의 의도에 따라 행동할 수 있는 지각된 능력을 설명한다. SCM은 원래 미국 인구 내 집단의 사회적 분류를 이해하기 위해 개발되었다. 그러나 SCM은 이후 여러 국가와 역사에 걸쳐 사회 계층과 구조를 분석하는 데 적용되었다.
대부분의 표본은 자신들의 중산층을 온정과 능력 모두 높게 평가하지만, 난민, 노숙자, 불법 이민자를 온정도 능력도 없는 것으로 간주한다. SCM의 혁신은 능력은 높지만 온정은 낮은(예: 부자) 또는 온정은 높지만 능력은 낮은(예: 노인) 혼합 고정관념을 식별한다는 점이다. 소득 불평등이 높은 국가들은 이러한 혼합 고정관념을 더 자주 사용하는 경향이 있다.
집단의 지각된 협력성은 지각된 온정을 예측하며, 이 차원은 의도의 중요성을 반영한다. 온정은 적극적인 도움과 해악을 예측한다. 집단의 지각된 지위는 그 집단의 고정관념적 능력을 예측하며, 이는 능력주의에 대한 믿음, 즉 사람들이 마땅히 받아야 할 것을 얻는다는 믿음을 반영한다. 능력은 수동적인 도움과 해악을 예측한다.

### Ambivalent sexism theory
피스크와 피터 글릭은 여성에 대한 편견을 이해하는 방법으로 양면적 성차별주의 인벤토리(ASI)를 개발했다. ASI는 성 고정관념의 두 가지 하위 구성 요소인 적대적 성차별(비전통적인 여성에 대한 적대감)과 자애로운 성차별(전통적인 여성을 이상화하고 보호함)을 가정한다. 이 이론은 남성과 여성의 친밀한 상호 의존성과 남성의 평균적인 지위 우위가 협력하는 여성에 대한 유인책(자애로운 성차별)과 저항하는 여성에 대한 처벌(적대적 성차별)을 필요로 한다고 가정한다. 남성과 여성 모두 적대적 성차별과 자애로운 성차별을 지지할 수 있지만, 남성이 여성보다 평균적으로 특히 적대적 성차별에서 더 높은 점수를 받는다. HS와 BS는 여성에 대한 태도적 성향이 반대임에도 불구하고 양의 상관관계를 보인다. ASI는 여러 국가에서 유용하게 사용되는 것으로 보인다. 저자들은 또한 남성에 대한 양면성을 측정하는 평행 척도를 개발했다. 최근의 검토에 따르면, ASI 척도는 성인 인구를 대상으로 한 654개의 동료 심사 연구에서 사용되었다.

### Power-as-control theory
통제로서의 권력 이론은 사회적 권력이 사람들이 다른 사람에게 주의를 기울이거나 무시하도록 동기를 부여하는 방식을 설명하는 것을 목표로 한다. 이 틀에서 권력은 귀중한 자원과 다른 사람의 결과에 대한 통제로 정의된다. 저권력 개인은 자원을 통제하는 사람들에게 주의를 기울이는 반면, 강력한 사람들은 저권력 개인에게 주의를 기울일 필요가 없다 (정의상 고권력 개인은 원하는 것을 얻을 수 있기 때문이다).

### Continuum model of impression formation
이 모델은 우리가 다른 사람에 대한 인상을 형성하는 과정을 설명한다. 인상 형성은 두 가지 요소에 따라 결정되는 것으로 구성된다. 즉, 이용 가능한 정보와 지각자의 동기이다. 이 모델에 따르면, 이 두 가지 요소는 사람들이 사회적 인상을 형성할 때 고정관념적 과정과 개별화된 과정 중 어느 것을 적용하는 경향이 있는지 설명하는 데 도움이 된다.

## Response to 'replication crisis'
심리학의 재현성 위기가 주목을 받으면서 피스크는 심리학 비평가들을 비난하여 논란을 불러일으켰다. APS 옵저버에 게재될 예정이었던 편지에서 그녀는 이 익명의 "적대자"들을 "방법론적 테러리스트"와 "자칭 데이터 경찰"이라고 지칭했으며, 심리학에 대한 비판은 개인적으로 또는 저널에 연락하여만 표현되어야 한다고 말했다. "재현 논쟁을 주도하는 연구자들 사이에서 존경받는" 컬럼비아 대학교 통계학자이자 정치학자인 앤드루 길먼은 피스크에게 "결함 있는 통계의 '죽은 패러다임'을 용납하려 했고, 오류가 지적되었음에도 출판물을 철회하기를 거부했다"고 답했다. 그는 그녀가 편집장으로 재직하는 동안 그녀가 편집한 많은 논문들이 매우 약한 통계에 기반을 두고 있음이 밝혀졌으며, 피스크 자신의 출판 논문 중 하나는 중대한 통계적 오류와 "불가능한" 결론을 가지고 있었다고 덧붙였다.
그녀의 편지가 유출된 후, 그녀는 출판된 APS 옵저버 칼럼의 표현을 완화하여 "방법론적 테러리스트"라는 용어를 삭제했다. 칼럼에서 그녀는 동료 비판이 가치 있지만, 소셜 미디어를 통한 동료 비판은 "일정량의 미공개, 미필터링된 비난을 조장할 수 있다"고 우려를 표했다. 그녀는 다음과 같이 설명했다. "몇몇 드물지만 소름 끼치는 사례에서, 자칭 데이터 경찰은 '사람을 공격하고, 작업뿐만 아니라 공개적으로 공격하며, 품질 통제 없이, 그리고 임기 심사 위원회와 공개 강연 후원자에게 무단, 미검증 공격을 보낸 것으로 보고되었다'는 비판을 자발적으로 제기하고 있다. 그들은 표적의 가족 구성원과 조언자를 연루시켰다." 이 칼럼을 쓴 이후, 피스크는 21세기에 엄격한 연구를 출판하는 방법에 대한 동료 심사 조언과 다른 관점들 사이의 공개적인 무례함을 해결하기 위한 적대적 협력에 대한 조언을 출판했다.

## Awards and achievements
피스크는 2013년 미국국립과학원의 선출된 회원이 되었다. 2011년 피스크는 영국 아카데미 펠로우십에 선출되었다. 2010년 그녀는 미국 심리학회 우수 과학 기여상을 수상했다. 그녀는 2009년에 구겐하임 펠로십, 심리학 과학 협회 윌리엄 제임스 펠로우상, 성격 및 사회 심리학회 도널드 캠벨상을 포함한 수많은 상을 받았다. 2008년 피스크는 미국 심리학회로부터 심리학 통합을 위한 스타츠 상을 받았다. 2003년 그녀는 국제 사회 인지 네트워크로부터 토마스 오스트롬 상을 받았고, 2019년에는 사회 과학 분야에서 BBVA 재단 지식 개척자상을 받았다.
피스크는 2017년 그라나다 대학교, 2013년 바젤 대학교, 2009년 레이던 대학교, 1995년 루뱅 가톨릭 대학교에서 명예 학위를 받았다.
그녀는 성격 및 사회 심리학회, 미국 심리학회 제8분과, 행동 및 뇌 과학 협회 연합, 행동 및 뇌 과학 진흥 재단, 미국 심리학회 (현재 심리학 과학 협회)의 전 회장을 역임했다. 그녀는 또한 미국 예술 과학 아카데미와 미국 정치사회과학학회의 펠로우이다. 2014년에는 미국철학학회에 선출되었다.
2014년에 발표된 양적 분석에 따르면 피스크는 현대 심리학 시대에서 22번째로 저명한 연구자(생존 연구자 중 12위, 여성 중 2위)로 확인되었다.

### Books
- Fiske, Susan T. (2011). 《Envy up, scorn down: How status divides us》. New York: Russell Sage Foundation. ISBN 978-0-87154-464-3.
- Todorov, Alexander T.; Fiske, Susan T.; Prentice, Deborah (2011). 《Social neuroscience: Toward understanding the underpinnings of the social mind》. New York: Oxford University Press. ISBN 978-0-19-531687-2.
- Fiske, Susan T.; Markus, Hazel R. (2012). 《Facing social class: How societal rank influences interaction》. London: Russell Sage Foundation. ISBN 978-0-87154-479-7.
- Fiske, Susan T.; Taylor, Shelley E. (2013). 《Social cognition: From brains to culture》 2판. London: Sage. ISBN 978-1446258156.
- Fiske, Susan T. (2014). 《Social beings》 4판. New York: Wiley.
- 2004, 2008, 2009, 2010, 2011, 2012년판 Annual Review of Psychology 편집자
- 2010년판 『사회 심리학 핸드북』 편집자
- 2012년판 『사회 인지 세이지 핸드북』 편집자
- 『사회 인지 세이지 주요 저서』 (2013년) 편집자
- Sternberg, R. J., Fiske, S. T., & Foss, D. J. (Eds.). (2016). Scientists making a difference. Cambridge University Press.[50]

### Selected journal articles
- Fiske, Susan T.; Taylor, S. E. (1978). 《Salience, attention, and attribution: Top-of-the-head phenomena.》. Advances in Experimental Social Psychology 11. 249–288쪽. doi:10.1016/s0065-2601(08)60009-x. ISBN 9780120152117.
- Fiske, Susan T.; Taylor, S. E.; Etcoff, N. L.; Ruderman, A. J. (1978). 《Categorical and contextual bases of person memory and stereotyping》. 《Journal of Personality and Social Psychology》 36. 778–793쪽. doi:10.1037/0022-3514.36.7.778.
- Fiske, Susan T. (1980). 《Attention and weight in person perception: The impact of negative and extreme behavior》. 《Journal of Personality and Social Psychology》 38. 889–906쪽. doi:10.1037/0022-3514.38.6.889.
- Fiske, Susan T.; Abelson, R.P.; Kinder, D.R.; Peters, M.D. (1982). 《Affective and semantic components in political person perception》. 《Journal of Personality and Social Psychology》 42. 619–630쪽. doi:10.1037/0022-3514.42.4.619.
- Fiske, Susan T.; Neuberg, S. L. (1990). 《A continuum of impression formation, from category-based to individuating processes: Influences of information and motivation on attention and interpretation》. Advances in Experimental Social Psychology 23. 1–74쪽. doi:10.1016/s0065-2601(08)60317-2. ISBN 9780120152230.
- Fiske, Susan T. (1993). 《Controlling other people: The impact of power on stereotyping》. 《American Psychologist》 48. 621–628쪽. doi:10.1037/0003-066x.48.6.621. PMID 8328729.
- Fiske, Susan T. (February 1993). 《Social cognition and social perceptions》. 《Annual Review of Psychology》 44. 155–194쪽. doi:10.1146/annurev.ps.44.020193.001103. PMID 8434891.
- Fiske, Susan T.; Glick, P. (1996). 《The Ambivalent Sexism Inventory: Differentiating hostile and benevolent sexism》. 《Journal of Personality and Social Psychology》 70. 491–512쪽. CiteSeerX 10.1.1.470.9865. doi:10.1037/0022-3514.70.3.491.
- Fiske, Susan T. (1998). 《Stereotyping, prejudice, and discrimination》. 《Handbook of Social Psychology》 2 4판. 357–411쪽.
- Fiske, Susan T.; Glick, P. (2001). 《An ambivalent alliance: Hostile and benevolent sexism as complementary justifications of gender inequality》. 《American Psychologist》 56. 109–118쪽. doi:10.1037/0003-066x.56.2.109. PMID 11279804.
- Fiske, Susan T.; Cuddy, Amy J.C.; Glick, Peter; Xu, Jun (June 2002). 《A model of (often mixed) stereotype content: competence and warmth respectively follow from perceived status and competition》. 《Journal of Personality and Social Psychology》 82. 878–902쪽. CiteSeerX 10.1.1.320.4001. doi:10.1037/0022-3514.82.6.878. PMID 12051578. S2CID 17057403.
- Fiske, Susan T.; Borgida, Eugene (August 2008). 《Providing expert knowledge in an adversarial context: social cognitive science in employment discrimination cases》. 《Annual Review of Law and Social Science》 4. 123–148쪽. doi:10.1146/annurev.lawsocsci.4.110707.172350.
- Cikara, Mina; Eberhardt, Jennifer L.; Fiske, Susan T. (December 2010). 《From agents to objects: sexist attitudes and neural responses to sexualized targets》. 《Journal of Cognitive Neuroscience》 23. 540–551쪽. doi:10.1162/jocn.2010.21497. PMC 3801174. PMID 20350187.